# 救國 (木偶劇)
《救國》是新完形影視根據清末張謇、孫文、黃興、梁啟超與康有為等知識份子力圖救國的歷程而製作的撐頭木偶電視劇，為行政院文建會中華民國建國一百年慶祝活動之一，共20集，於2011年10月在公視主頻首播、同年稍晚在台視主頻重播。

## 源起
「救國」源於上個世紀末1996年，以迄2012年左右，台灣電視媒體上曾出現過的「完形偶劇」風潮，其拍攝資金及技術來自台灣，集合了中國三省（山西、陝西、貴州）超過六十名之中國國家級演員，從無至有，打造出中國大陸真正完整的電視木偶劇產業鏈，之后經營團隊（包含「王偉忠」及「游正偉」）在山西孝義建立自有的「孝義完形攝影基地」，而后獲得郭台銘之投資，由郭台銘之子郭守正擔任董事長，改組成立「新完形影視」。「完形偶劇」並由郭守正正式更名，並注冊為「Ruppet」（致敬於美國吉姆漢森工作室所創造之Muppet ）。

## 特色
「救國」一劇，是根據清末滿清覆滅之過程，以同盟會之諸多犧牲先烈為主角，採取「單集人物 / 單集故事」方式，呈現當時中華民族知識份子及會黨人士，救亡圖存之救國歷程，是為當年中華民國行政院文建會「中華民國建國一百年慶祝活動」中，四大戲劇活動之一，原訂40集，后因經費問題縮減至20集，也是「完形偶劇」多年生產中，唯一一部沒有在大陸正式公映之節目。
此劇於2011年10月在公視主頻首播、獲得極佳反響，創極佳收視，而後，於同年稍晚在台視主頻再次重播。
2012年后，因政治因素，台灣和大陸文化交流活動漸驅沉寂，近年已不見該公司再有偶劇生產。

## 製作
- 製作人 / 導演：游正偉
- 故事 / 總編劇：游正偉
- 編劇：黃立奎、王介芸、孫潔、譚玲、王樂、張斯、李思
- 配樂：陳惟君
- 配音導演：馮友薇
- 對白：高榮群
- 木偶設計：王春勝、王茂偉[3]
- 木偶操作：孝義皮影木偶劇團[4][5]、陝西民間藝術劇院、貴州木偶劇團

## 外部連結
- 救國—公視之友月刊 （页面存档备份，存于）
- 互联网电影数据库（IMDb）上《救國》的资料（英文）